# Ricky Phillips
Ricky Lynn Phillips (Mount Pleasant, Iowa, 7 de octubre de 1952) es un músico estadounidense, miembro de la banda de rock Styx desde 2003. Ha tocado también con bandas y artistas como Nasty Habit, The Babys, Bad English, David Coverdale y Jimmy Page, Reo Speedwagon y Ted Nugent.

## Discografía

### The Babys
- Union Jacks
- On The Edge

### Bad English
- Bad English
- Backlash

### Styx
- Big Bang Theory
- One with Everything: Styx and the Contemporary Youth Orchestra
- The Mission
- " Crash Of The Crown"